# Henry Baker (Universalgelehrter)

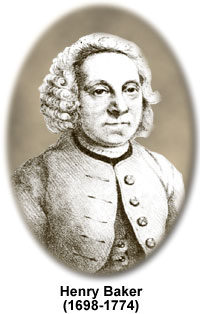
Henry Baker auf einer Lithografie von Hannah Sarah Turner (1808–1882) nach einer Bleistiftzeichnung von William Shipley (1715–1803)

Henry Baker (Pseudonym Henry Stonecastle of Northumberland; * 8. Mai 1698 in London; † 25. November 1774 ebenda) war ein englischer Universalgelehrter. Er war der Stifter der Baker-Vorlesung der Royal Society.

## Leben und Wirken
Im Jahr 1713 begann Baker eine siebenjährige Lehre bei John Parker, einem Buchhändler in der Pall Mall. Im April 1720 verbrachte er seine Ferien in Enfield in Middlesex (heute London Borough of Enfield), wo er begann, der tauben Tochter eines Verwandten das Lesen, Schreiben und Lippenlesen beizubringen. Die dabei von ihm angewandten Methoden – die er stets geheim hielt – erwiesen sich als sehr erfolgreich. Als Baker einen Patienten in Newington behandelte, lernte er 1724 Daniel Defoe kennen, dessen jüngste Tochter Sophia er am 30. April 1729 heiratete. Das Paar hatte zwei Söhne und wohnte in der Londoner Strand.
1723 veröffentlichte Baker mit An Invocation of Health: A Poem seine erste literarische Arbeit, der bis 1727 zwei Gedichtsammlungen folgten. Unter dem Pseudonym Henry Stonecastle of Northumberland gab er am 12. Oktober 1728 die erste Ausgabe der Zeitschrift The Universal Spectator and Weekly Journal heraus, für die er bis 1733 Beiträge schrieb und in der auch Daniel Defoe publizierte. Unter seiner Leitung entstand der zweisprachige Gedichtband Medulla Poetarum Romanorum, der klassische lateinische Gedichte und die von verschiedenen englischen Dichtern übersetzten Fassungen enthielt. Gemeinsam mit dem Dramatiker James Miller (1703–1743) übersetzte Baker die Werke von Molière, die 1739 in einer zehnbändigen Ausgabe erschienen.
1740 wurde Baker Mitglied der Society of Antiquaries of London, und am 12. März 1741 wurde er in die Royal Society aufgenommen, für die er vier Jahre in ihrem Rat tätig war. Zwischen 1740 und 1758 veröffentlichte Baker 32 Beiträge in den Philosophical Transactions der Gesellschaft, die sehr unterschiedliche Themen behandelten. Baker beschäftigte sich beispielsweise mit den optischen Eigenschaften der Mikroskope von Antoni van Leeuwenhoek, die sich im Besitz der Gesellschaft befanden, untersuchte die Heilkraft von Johannisbeergelee gegen Halsentzündungen und beschäftigte sich mit den medizinischen Anwendungsmöglichkeiten von Elektrizität. Sein erstes wissenschaftliches Buch The Microscope made Easy erschien 1743 und war eine Einführung in die Mikroskopie für Anfänger. Im gleichen Jahr veröffentlichte Baker eine Untersuchung über den Gemeinen Süßwasserpolypen (Hydra vulgaris). Für seine mikroskopischen Untersuchungen über die Kristallisation und Anordnung von Salzpartikeln erhielt Baker 1744 die Copley-Medaille in Gold. Die Ergebnisse dieser Untersuchungen erschienen, ergänzt um eine Beschreibung des Lebens der Insekten, 1753 als Employment for the Microscope. Er gehörte zu den zehn Mitgliedern der Royal Society of Arts, die diese am 22. März 1754 gründeten.
Baker spielte eine wesentliche Rolle bei der Einführung der Rhabarberart Rheum palmatum nach Großbritannien. Deren pulverisierte Wurzeln waren eine beliebte Arznei und unterlagen einem russischen Handelsmonopol. Dem Botaniker John Hope (1725–1786) gelang es im Botanischen Garten Edinburgh, die Art 1767 erfolgreich aus Samen heranziehen und zu vermehren.
Henry Baker wurde auf dem Friedhof von St. Mary le Strand bestattet.

## Baker-Vorlesung
In seinem Testament hinterließ Baker der Royal Society eine Summe von 100 Pfund für eine jährliche Rede oder einen Vortrag über ein naturphilosophisches Thema, das vom Präsidenten und dem Rat der Gesellschaft festgelegt, und von einem Mitglied der Royal Society vorgetragen oder verlesen werden sollte. Die ersten der Vorlesungen hielt Peter Woulfe. Wichtige Vortragende aus den ersten 50 Jahren der Baker-Vorlesung sind Tiberius Cavallo, der insgesamt 13 Vorlesungen über verschiedene Themen abhielt, Humphry Davy mit sechs Vorträgen über der Elektrolyse und Alkalien sowie Michael Faraday, der dreimal über die optischen Eigenschaften von Glas und Elektrizität sprach.

## Schriften

### Als Autor
- An invocation of health: A poem. J. Parker, London 1723.
- Original poems: serious and humourous. 2 Bände, London 1725–1726.
- The Universe, a Poem intended to restrain the Pride of Man. 1727.
- The Microscope made easy. R. Dodsley, London 1743 (online).
- An attempt towards a natural history of the polype: in a letter to Martin Folkes, Esq; president of the Royal Society. Describing their different Species; the Places where to seek and how to find them; their wonderful Production and Increase; the Form, Structure and Use of their several Parts. London 1743 (online).
- Employment for the Microscope. R. Dodsley, London 1753 (online).

### Als Herausgeber
- Medulla poetarum Romanorum: or, the most beautiful and instructive passages of the Roman poets. ... With translations of the same in English verse. 2 Bände, London 1737, Band 1, Band 2
- The Works of Molière. 10 Bände, J. Watts, London 1739

## Nachweise